# Johann Knüpfer
Johann Knüpfer, né Johann Knopf, est un artiste allemand d'art brut, né en 1866 à Wünschmichelbach, un hameau de Weinheim en Bade-Wurtemberg, et mort en 1910 à l'hôpital psychiatrique de Wiesloch. 
C'est l'un des dix patients schizophrènes décrits par le psychiatre Hans Prinzhorn dans son ouvrage Bildnerei der Geisteskranken (Expressions de la folie), publié en 1922 et identifié sous le pseudonyme de Knüpfer par Prinzhorn qui souhaite alors protéger son patient et sa famille.  

## Biographie
Knüpfer est apprenti boulanger dans la Forêt-Noire allemande pendant trois ans avant de travailler dans une cimenterie, puis d'apprendre le métier de serrurier. Il vit avec un de ses frères auprès de sa mère ; quand celle-ci meurt en 1895, il se marie, mais du fait de son alcoolisme et de sa violence, l'union est malheureuse. Après avoir été condamné à plusieurs reprises pour mendicité et après une tentative de suicide, il est interné en 1902 ; il est transféré en 1905 à l'hôpital psychiatrique de Wiesloch où il meurt cinq ans plus tard,. 
Il est sujet à des délires paranoïaques depuis des années et a des visions dans lesquelles le Christ lui explique pourquoi il est "persécuté". Il dit aux psychiatres que « personne n'avait autant souffert [que lui], pas même le Christ ». 
Ses œuvres peuvent être divisées en deux catégories : des images religieuses couvertes d'inscriptions et les peintures de souvenirs de sa jeunesse. Les deux catégories affichent une préoccupation pour la symétrie et une fascination pour les cercles. Knüpfer croit être un martyr et la religion est un des thèmes principaux de son œuvre. Il représente des figures crucifiées, brutes et extatiques. Ses dessins sont accompagnés de cœurs traversés d'une flèche, probablement en référence au Sacré-Cœur de Jésus, et de commentaires, souvent écrits sous forme de cercles. Le symbolisme religieux devient pour Knüpfer une véritable obsession. Johann Knüpfer réalise aussi des dessins sur le thème de l'enfance, où les oiseaux ont une place prépondérante,.

## Œuvres en collection publique
Ses dessins sont conservés dans la collection Prinzhorn de l'université de Heidelberg, dans le land allemand de Bade-Wurtemberg.

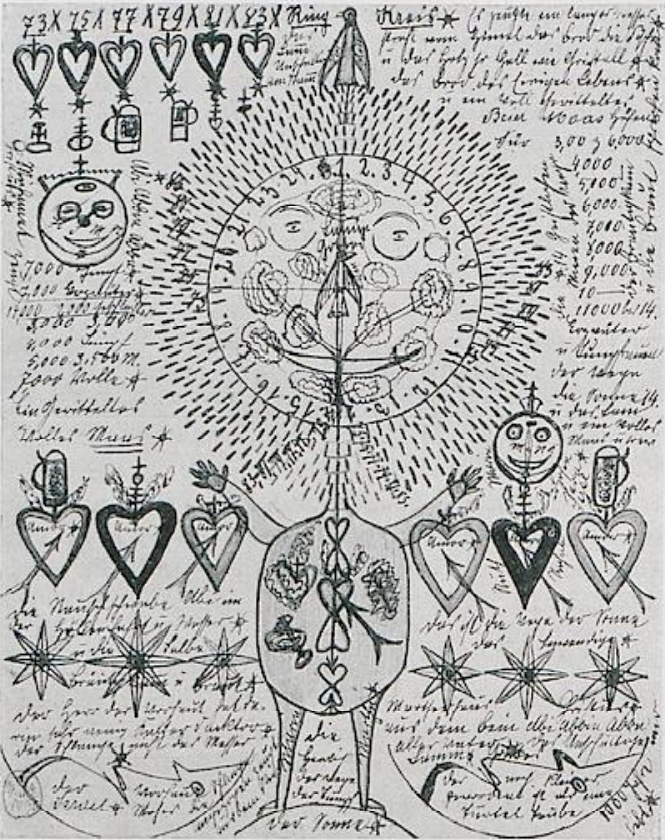
Lamm Gottes (L'Agneau de Dieu), mine de plomb et stylo sur papier,.

## Expositions
Les œuvres de Johann Knüpfer ont été présentées à titre posthume dans plusieurs expositions collectives :
- 1992 : Parallel visions. Modern artists and outsider art, Los Angeles, County Museum of Art[5].
- 1997 : Kunst und Wahn, Vienne, Bank Austria Kunstforum.
- 2009 : Prinzhornova Sbrirka, art brut z legendární kolekce německého psychiatra, Prague[6]
- 2015 : Dubuffets Liste – Jean Dubuffets Kommentar zu Meisterwerken der Sammlung Prinzhorn, Heidelberg, Collection Prinzhorn ; Saint-Gall, Musée du Lagerhaus[7]
- 2019-2020 : Die Sammlung Prinzhorn. Art Brut vor der Art Brut, Klosterneuburg, Museum Gugging[8].